# Dominion Motors (1910)
Dominion Motors Limited war ein kanadischer Hersteller von Automobilen.

## Unternehmensgeschichte
Das Unternehmen hatte seinen Sitz in Walkerville in Ontario. Beteiligt waren A. J. Kinnucan, der vorher bei der Brush Runabout Company tätig war, und der Konstrukteur E. W. Winans, der vorher für die Regal Motor Car Company in Detroit arbeitete. Sie begannen 1910 mit der Produktion von Automobilen. Der Markenname lautete Dominion. 1910 oder 1911 endete die Produktion. Insgesamt entstanden nur wenige Fahrzeuge.
Anfang 1911 kam es zur Insolvenz. Enoch Smith kaufte die Reste des Unternehmens und versuchte einen Neuanfang unter der Firmierung New Dominion Motor Company.
Es gab keine Verbindung zu Dominion Motor Car aus Coldbrook in New Brunswick, die 1914 den gleichen Markennamen benutzten.

## Fahrzeuge
Das einzige Modell war die Lizenzausgabe eines Typs von der Regal Motor Car Company aus den USA, der ursprünglich Royal Windsor genannt werden sollte. Ein Vierzylindermotor mit 3942 cm³ Hubraum und 35 PS Leistung trieb die Fahrzeuge an. 4,125 Zoll (104,775 mm) Bohrung und 4,5 Zoll (114,3 mm) Hub waren die Zylindermaße. Der Radstand betrug 114 Zoll (289,56 cm).